# Thaumastoderma renaudae
Thaumastoderma renaudae is een buikharige uit de familie Thaumastodermatidae. Het dier komt uit het geslacht Thaumastoderma. Thaumastoderma renaudae werd in 1987 voor het eerst wetenschappelijk beschreven door Kisielewski. 